# Zgubiłem cię
Zgubiłem cię − singel Budki Suflera z 2006 roku. 
Zespół zgłosił się z tą piosenką do 43 Festiwalu Polskiej Piosenki w Opolu do konkursu premier. Po głosach oddanych przez telewidzów ostatecznie utwór ten zajął 3 miejsce.

## Wykonawcy
- Krzysztof Cugowski – śpiew
- Łukasz Pilch – gitara
- Mirosław Stępień – gitara basowa
- Tomasz Zeliszewski – perkusja
- Romuald Lipko – instrumenty klawiszowe
- Piotr Kominek - instrumenty klawiszowe
- Anna Patynek - instrumenty perkusyjne